# Мар'ївка (Вознесенський район)
Ма́р'ївка — село в Україні, у Прибузькій сільській громаді Вознесенського району Миколаївської області. Населення становить 349 осіб. До 2017 року орган місцевого самоврядування — Богданівська сільська рада.

## Історія
1 лютого 1945 р. село Маринбуг перейменувати на село Мар'ївка і Маринбугську сільраду — на Мар'ївську.